# Duo Duo Farm
Duo Duo Farm je program spuštěný v dubnu roku 2019 společností Pinduoduo Inc. v Číně, jehož cílem je poskytnout zemědělcům sady dovedností potřebné k prodeji vlastních produktů na Pinduoduo,aniž by se museli spoléhat na zprostředkovatele tradičního dodavatelského řetězce. Vizí farmy Duo Duo je lepší propojení zemědělců přímo se spotřebiteli. Platforma pomáhá vytvářet velké objemy objednávek pro farmářské obchodníky, čímž celkově snižuje náklady zemědělce. V roce 2018 podpořil Pinduoduo více než 680 000 obchodníků, aby prodali svou zemědělskou produkci on-line, a zpracovali přes 2,33 miliardy objednávek zemědělských produktů, což ve výsledku činilo 65,3 miliardy RMB.

## Popis
S cílem pomoci zemědělcům naučit prodávat své produkty přímo na Pinduoduo spustil program Duo Duo Farm kurz Duo Duo University na venkově v Yunnanu, který poskytuje týdenní školení s cílem vybavit zemědělce důležitými dovednostmi, jako jsou např. porozumění elektronickému obchodu, financím, obchodním operacím a on-line marketingu. Program nabízí jednoduchý návod, jak prodávat na platformě Pinduoduo. Tato platforma je mimo jiné díky algoritmům umělé inteligence schopna poskytnout uživatelům různá doporučení. Mezi tato doporučení týkající se zemědělství patří předpoklad poptávky různých druhů plodin na Pinduoduo. Díky dostupnosti těchto informací budou schopni zemědělci také lépe plánovat harmonogram výsadby a sklizně a mohou zakládat družstva se sousedními zemědělci, aby si tak zajistili kontrolu nad cenami a mohli maximalizovat své výdělky.

## Pracovní příležitosti
Farma Duo Duo také pomáhá přilákat mladší lidi zpět do venkovských oblastí. V posledních letech mnoho mladých, vzdělaných lidí na čínském venkově opouští své rodné oblasti, aby si ve městech našli lepší práci. V důsledku toho se Čína potýká se sociálními problémy, neboť ve venkovských komunitách zůstávají pouze starší generace a jejich úkolem je starat se o vnoučata, zatímco jejich děti pracují ve městě. S rostoucí poptávkou po čerstvých produktech na e-platformách se zároveň vytváří více pracovních míst jak v zemědělství, transportu nebo i provozu elektronického obchodu. Pokud by ve venkovských oblastech byly atraktivnější pracovní příležitosti, které odpovídají platovým výším ve městech, mohly by se tak mladší generace vrátit zpět domů, což by výrazně pomohlo čelit problému urbanizace. Vzhledem ke svým zkušenostem z větších měst jsou tito lidé technicky zdatnější a lépe se vyznají v přínosech elektronického obchodu, což vyvolává nárůst obchodníků z venkovských oblastí. Díky těmto možnostem se také daří mírnit chudobu ve venkovských oblastech.

## Fungování v praxi
V roce 2016 Pinduoduo hledalo další produkty pro své spotřebitele, a díky tomu začala na své popularitě nabírat i plodina zvaná Jakon. Jelikož je Jakon velmi výživný a dokáže odolat opotřebení při dodání, jeho poptávka na e-comerce platformách rychle rostla. Jen za rok 2018 spotřebitelé učinili více než 4,8 milionu objednávek, čítaly téměř 18 tisíc tun této plodiny.
Navzdory zvýšené oblibě však zemědělci zaznamenali minimální pozitivní dopad na své příjmy. Zemědělci měli omezený přístup přímo ke spotřebitelům a místo toho museli procházet různými vrstvami dodavatelského řetězce, aby se jejich produkty dostaly ke spotřebitelům. Zemědělci prodávali jakon distributorům za 0,5 RMB/kg a poté distributoři prodávali ovoce za více než 4 RMB/kg. Po odečtení nákladů na logistiku a práci měli distributoři stále zisk 1,8 RMB/kg. V roce 2018 statistiky ukazují, že distributoři prodejem na Pinduoduo vydělali o 63 milionů RMB více než zemědělci. Tuto problematiku si platforma Pinduoduo uvědomila a přistoupila tak ke spuštění Duo Duo Farm, aby napomohla zvýšit příjmy zemědělců.